# Li Datong
Li Datong (chinesisch 李大同, Pinyin Lǐ Dàtóng; * 1952 in Sichuan) ist einer der bekanntesten Journalisten in China und dortiger Menschenrechtsaktivist.

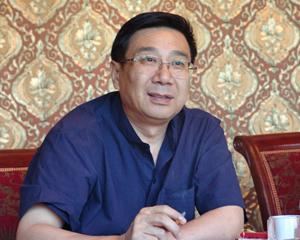
Li Datong

## Leben und Wirken
Li wurde in Sichuan geboren und wuchs in Peking auf, verbrachte aber während der Kulturrevolution zehn Jahre als Schäfer in der Inneren Mongolei. Nach seiner Rückkehr in die Hauptstadt 1979 arbeitete er bei der Chinesischen Jugendzeitschrift (chinesisch 中国青年报, Pinyin Zhōngguó Qīngnián Bào) der kommunistischen Jugendliga, der zweitgrößten offiziellen Parteizeitung. Bei der Studentenrevolte 1989 sammelte er Unterschriften gegen die Propagandabehörde, worauf er ein Berufsverbot für fünf Jahre erhielt und zum Sachbearbeiter degradiert wurde.
1995 wurde Li, Mitglied der kommunistischen Partei, beim Umbau der Zeitung zum Chefredakteur der neuen Wochenbeilage Bingdian (冰点 – „Gefrierpunkt“), die sich bald zum erfolgreichsten Teil der Zeitung entwickelte, ernannt. 2005 erschienen sein Buch The Story of Freezing Point (冰点故事,  Bīngdiǎn Gùshi). Am 24. Januar 2006 wurde die Beilage ohne Begründung eingestellt, woraufhin Li Datong einen offenen Brief an die Disziplinkontrollkommission der Partei verfasste.
Li Datong lebt heute in Peking und schreibt unter anderem für die Webseite openDemocracy, im September 2007 traf er beim Chinabesuch Angela Merkels mit der Kanzlerin zusammen, um mit anderen Journalisten über die Situation der chinesischen Presse zu sprechen.